# Euterpe catinga
Euterpe catinga là loài thực vật có hoa thuộc họ Arecaceae. Loài này được Wallace mô tả khoa học đầu tiên năm 1853.